# ستيفن والاس تايلور
ستيفن والاس تايلور (بالإنجليزية: Stephen Wallace Taylor)‏ هو مؤرخ أمريكي، ولد في 1965.